# Luis Molné
Luis Molné (ou Luis Vidal Molné) est un artiste peintre, lithographe et céramiste espagnol naturalisé monégasque en 1961, né à Barcelone le 27 septembre 1907 et qui vécut à Monaco où il est mort en 1970. Avec Antoni Clavé dont il fut l'ami, il appartient à l'école catalane du XXe siècle. Andry-Farcy et Gérald Schurr s'accordent à le dire représentatif de l'expressionnisme espagnol.

## Biographie
Issu d'une famille d'intellectuels barcelonais, Luis Molné s'initie très jeune au dessin et à l'illustration dans l'atelier d'éditeur de son père. Il suit ensuite les cours de l'école des beaux-arts de Barcelone, mais, d'un esprit indépendant et d'avant-garde, il déserte les leçons académiques pour travailler en autodidacte.
L'historien Francisco Agramunt Lacruz cite le nom de Luis Vidal Molné - avec ceux d'Antoni Clavé, Eduardo Pisano ou José Garcia Tella - dans ce qui constitue l'histoire des artistes d'Espagne liée à celle de l'exil républicain. Venant ainsi en France en 1939, Luis séjourne successivement à Toulouse, Paris (sa vision de la capitale française nous est conservée par une suite de lithographies où figurent le Lapin Agile, la Tour Eiffel, l'arc de triomphe de l'Étoile...) et Nice (où il se lie d'une amitié durable avec le sculpteur Maurice Gambier d'Hurigny). L'intérêt que suscite en 1945 en France la culture catalane exilée, soutenu par des intellectuels tels que Joë Bousquet, Albert Camus, Jean Cassou, Georges Duhamel, Jean-Paul Sartre, Jean Paulhan, Pierre Seghers, Max-Pol Fouchet ou Paul Éluard, favorise la naissance d'une revue intitulée Pour la Catalogne où, restitue Geneviève Dreyfus-Armand, une rubrique intitulée Les artistes catalans vus par les critiques français consacre des études entre autres à Luis Molné (parmi d'autres barcelonais comme Antoni Clavé ou Emile Grau Sala). Ce mouvement a aussi ses expositions comme celle, devenue historique, qui se tient en juillet 1945 à la Galerie Altarriba (Voir rubrique Expositions collectives ci-dessous).
Luis Molné se fixe finalement dans la Principauté de Monaco où il est naturalisé monégasque par grâce princière. Dès lors, outre son œuvre de peintre, il réalise pour la Principauté des décors de théâtre, des œuvres en céramique (chemin de croix, panneaux décoratifs architecturaux...) et des lithographies pour les éditions d'art.
Dans les années 1960, qui sont déjà le soir de sa vie, Luis Molné s'intéresse au cinéma et réalise des courts-métrages étranges et burlesques. Alors qu'en 1965 la Galerie Anne de Francony expose la part moins connue de son œuvre qu'elle qualifie d'« insolite et surréaliste » (exposition titrée Luis Molné, le rêve et l'insolite), on ne peut manquer de songer, dans le cinéma de Luis Molné, à des liens filiaux avec le film Un chien andalou de Luis Buñuel.
Luis Molné quitte ce monde trop tôt, en 1970, et repose au cimetière de Saint-André-de-la-Roche dans la région niçoise.

## Œuvres

### Bibliophilie (livres illustrés)
- Hans Christian Andersen (adaptation de Théo Martin), La Petite Sirène, illustrations de Luis Molné, collection de la Fontaine, éditions A.D.I.A., non daté.
- Max Hamel, Pension de famille, illustrations de Luis Molné, éditions Chantal, Toulouse, 1940.
- Voltaire, Le Blanc et le Noir, Adia, Nice, 1945 (15 lithographies de Luis Molné).
- Georges Duhamel, Le Prince Jaffar, Editions Les Documents d'Art, Monaco, 1945 (8 lithographies de Luis Molné, 1.400 exemplaires numérotés).
- Edgar Allan Poe, Contes extraordinaires, Editions Les Documents d'Art, Monaco, 1946 (16 lithographies de Luis Molné).
- Gérard Mulys, Michel Fokine, éditions Georges Detaille, Monte-Carlo, 1945 (une gravure par Paul Seguin-Bertault, quatre autres par Luis Molne, 100 exemplaires numérotés).
- François Piazza, Vertigo, éditions Raoul Solar, Monaco, 1945 (lithographies de Luis Molné, 950 exemplaires numérotés).
- Paul Verlaine, Parallèlement, L'Image littéraire, Nice, 1947 (lithographies de Luis Molné).
- André Valio, Le navire immobile, illustrations de Luis Molné, éditions Montbrun, Paris, 1947.
- Albert Ier de Monaco, La carrière d'un navigateur, Imprimerie nationale de Monaco, 1951 (lithographies de Luis Molné).
- Gabriel Ollivier, Le tourisme à travers les âges, Imprimerie nationale de Monaco, 1955 (lithographies de Luis Molné).
- Gabriel Ollivier et René Novella (liminaire de Monseigneur Gilles Barthe, évêque de Monaco), Monaco dans sa splendeur, ouvrage en l'honneur du mariage du Prince souverain Rainier III avec Mademoiselle Grace Patricia Kelly, Raoul Solar éditeur, Monaco, 1956 (15 lithographies de Luis Molné, 8.000 exemplaires numérotés).

### Affiches
- Affiche du 3e Festival de télévision de Monte-Carlo, 1963.

## Expositions

### Expositions personnelles

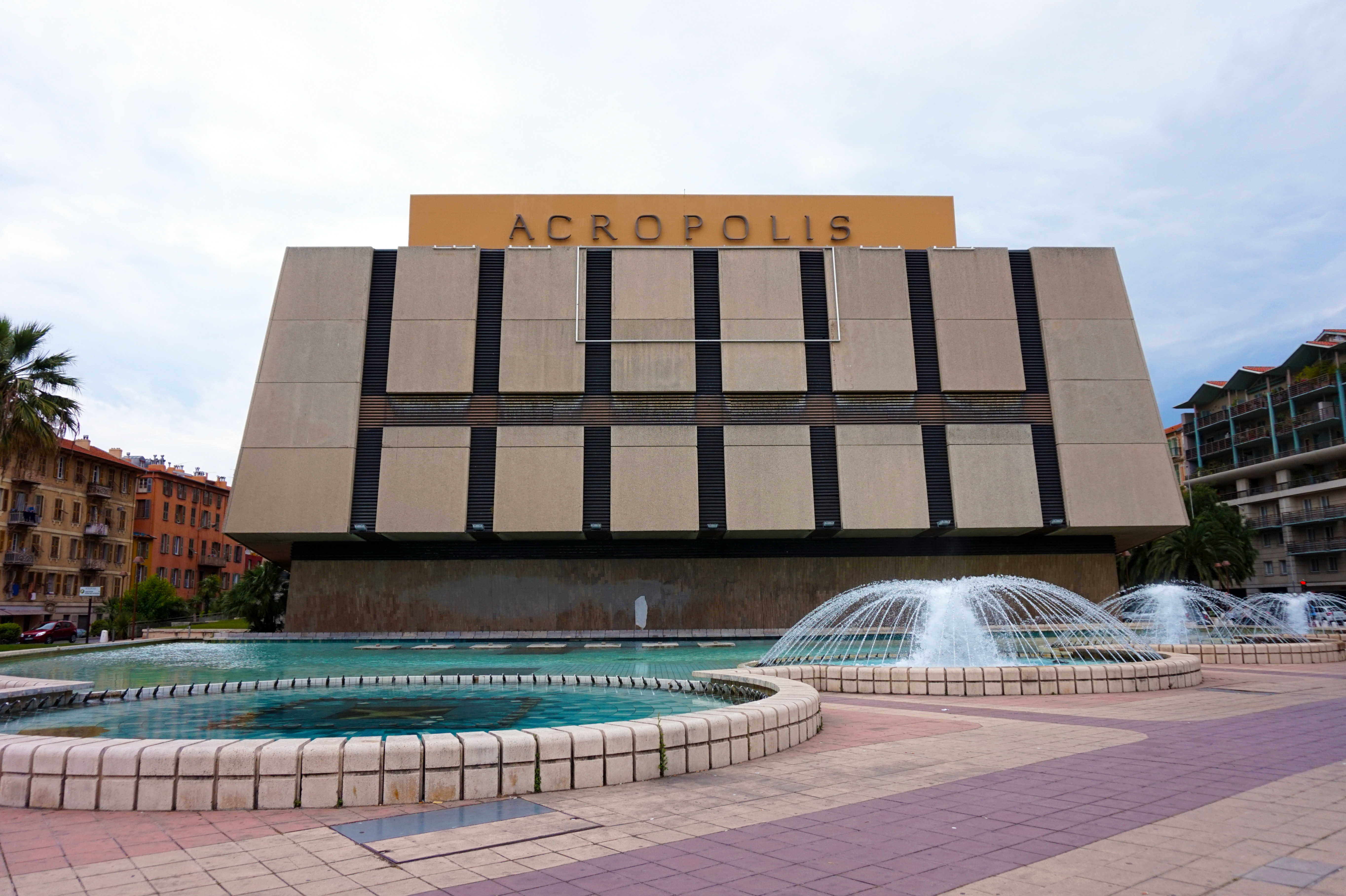
Acropolis (Nice), 1990

- Groupe d'art moderne, Monaco, 1943.
- Galerie Roux-Hentschel, Paris, 1948.
- Galerie Muratore, Nice, expositions régulières jusqu'en 1957.
- Galerie J.C. de Chaudun, Bagneux, avril 1958[11].
- Cannes, 1963.
- Galerie Anne de Francony, Nice, 1962-1963, 1965.
- Rétrospective Molné, Acropolis (Nice), septembre-octobre 1990[3].
- Un peintre, des écrivains : Luis Vidal Molné (Œuvres dédiées par Luis Molné à Colette, Roland Dorgelès, Julien Green, André Maurois…), Ville de Mèze, mars-avril 2015 (organisation Gérard Chomarat).
- Autres expositions non datées[2]: Midi de la France, Paris, Suède, Londres, États-Unis, Italie, Suisse, Hollande, Belgique.

### Expositions collectives
- Exposition d'art catalan moderne au profit des prisonniers, déportés et autres œuvres sociales de solidarité catalane, Galerie Altarriba, 43 Rue du Bac à Paris, juillet 1945. Entre autres exposants: Pablo Picasso, Joan Miró, Luis Molné, Antoni Clavé, Emile Grau Sala, Pierre Creixams.
- Peintures et sculptures des artistes espagnols - Eleuterio Blasco Ferrer (es), Antoni Clavé, Pierre Creixams, Óscar Domínguez, Pedro Flores, Pierre Garcia-Fons, Émile Grau Sala, Alexis Hinsberger, Baltasar Lobo, Luis Molné, Ginés Parra, Joaquín Peinado, Eduardo Pisano, Andrés Segovia, Xavier Valls, Galerie Jacques Vidal, Paris, juin 1956.
- Hommage à trois artistes, Luis Molné, Maurice Gambier d'Hurigny et Nicolas Akmen, Maison du Portal, Levens, mai-juin 2009[12].
- Œuvres de Luis Molné, Jean Carzou, Jordi Bonàs, Jean Commère..., L'Artelier, Drancy, 2013.

## Réception critique
- « Molné est un artiste catalan dont l'exposition fort intéressante à la Galerie de Chaudun a soulevé une petite polémique. On l'accuse de plagier son compatriote Antoni Clavé, alors que la vérité, quant à nous, est que Clavé et Molné s'inspirent simplement aux mêmes sources, l'art primitif catalan. D'ailleurs, chez Molné, il y a un accent intimiste presque absent chez Clavé. Ses natures mortes sont, en outre, de magnifiques symphonies de couleurs, solidement architecturées. Des aquarelles d'une franche vivacité complètent cette belle exposition. » - Henri Héraut[11]
- « Le style de cet artiste aux activités multiples tient à la fois de celui de son ami et compatriote Antoni Clavé et de Pablo Picasso. L'Acropolis de Nice avait présenté en septembre-octobre 1990 une rétrospective Luis Molné qui regroupait plus de deux cents gouaches, dessins, toiles, céramiques, lithographies, objets sculptés, projets de décors de théâtre, etc. : la technique "cuisinée" d'un expressionnisme espagnol qui, en 1940, choisit de se fixer à Monaco. » - Gérald Schurr[3]

## Collections publiques

### France
- Musée Masséna, Nice.
- Dépôts du Centre national des arts plastiques, Paris :
  - Préfecture de l'Oise, Beauvais, Nature morte, huile sur toile 73x92cm, 1957[13] :
  - Préfecture du Cher, Bourges, Potier catalan, huile sur toile 114x146cm, 1949[14].

### Principauté de Monaco
- Gare de Monaco-Monte-Carlo, céramique murale.
- Jardin exotique de Monaco, céramique murale sur façade extérieure, 1965-1966[15].
- Médiathèque de Monaco.

### Royaume-Uni
- Girton College, Université de Cambridge, Femme, huile sur toile 22x33cm.

## Collections privées
- Bibliothèque de S.A.S. le Prince Rainier III de Monaco[16].
- Andry-Farcy[17], conservateur du Musée de Grenoble.
- Hôtel Belvedere, Locarno[18].

## Prix et distinctions
- Lauréat de la peinture contemporaine, Musée du Louvre, Paris, 1949.
- Premier prix de l'exposition internationale du Gemmail de France, Galerie Serret-Fauveau, Paris.

### Filmographie
- André Soriano, Luis Molné, film 16mm., Télé Monte-Carlo, 1955 (présentation en ligne ; source : Institut audiovisuel de Monaco).